# Адад-шум-иддин
Адад-шум-иддин (букв. «Адад имя дал»; dIM-MU-SUM-na) — касситский царь Вавилонии, правил приблизительно в 1224 — 1219 годах до н. э.
Не имеется никакого доказательства его родства с Кадашман-Харбе II или семьёй Каштилиаша IV. Он, видимо, был свергнут в результате восстания вавилонян и заменен сыном Каштилиаша IV Адад-шум-уцуром. Возможно, что Адад-шум-уцур был лишь ассирийской марионеткой находящейся под властью Тукульти-Нинурты I, однако более поздние вавилонские властители признавали его власть законной.
Правил 6 лет.
Согласно хронике P в правление Адад-шум-иддина произошло эламитское вторжение Китен-Хутрана. Неясно, хотели ли вавилоняне в этой хронике умалить значение ассирийского господства или, наоборот, ассирийцы преувеличенно подчеркивали свою власть.